# Sprite (motocicleta)
Sprite era la marca de les motocicletes de fora d'asfalt que fabricava Frank Hipkin a Anglaterra durant la dècada del 1960. Des del 1964, Hipkin fabricà les seves motos a Smethwick (prop de Birmingham) per mitjà de l'empresa Hipkin & Evans, la qual feia servir el nom comercial de Sprite Motor Cycles. Més tard, de 1965 a 1971, les Sprite les fabricà l'empresa Sprite Developments Ltd. a Halesowen (Worcester). L'eslògan de Sprite era "Built by riders—for riders" ("Construïdes per pilots—per a pilots"). Frank Hipkin es va morir a l'agost del 2012.
La marca Sprite no s'ha de confondre amb la més antiga Spryt, també britànica, la qual feia servir Excelsior per al motor de dos temps de poca cilindrada que produïa a Coventry i equipaven els petits escúters Corgi.

## Producció

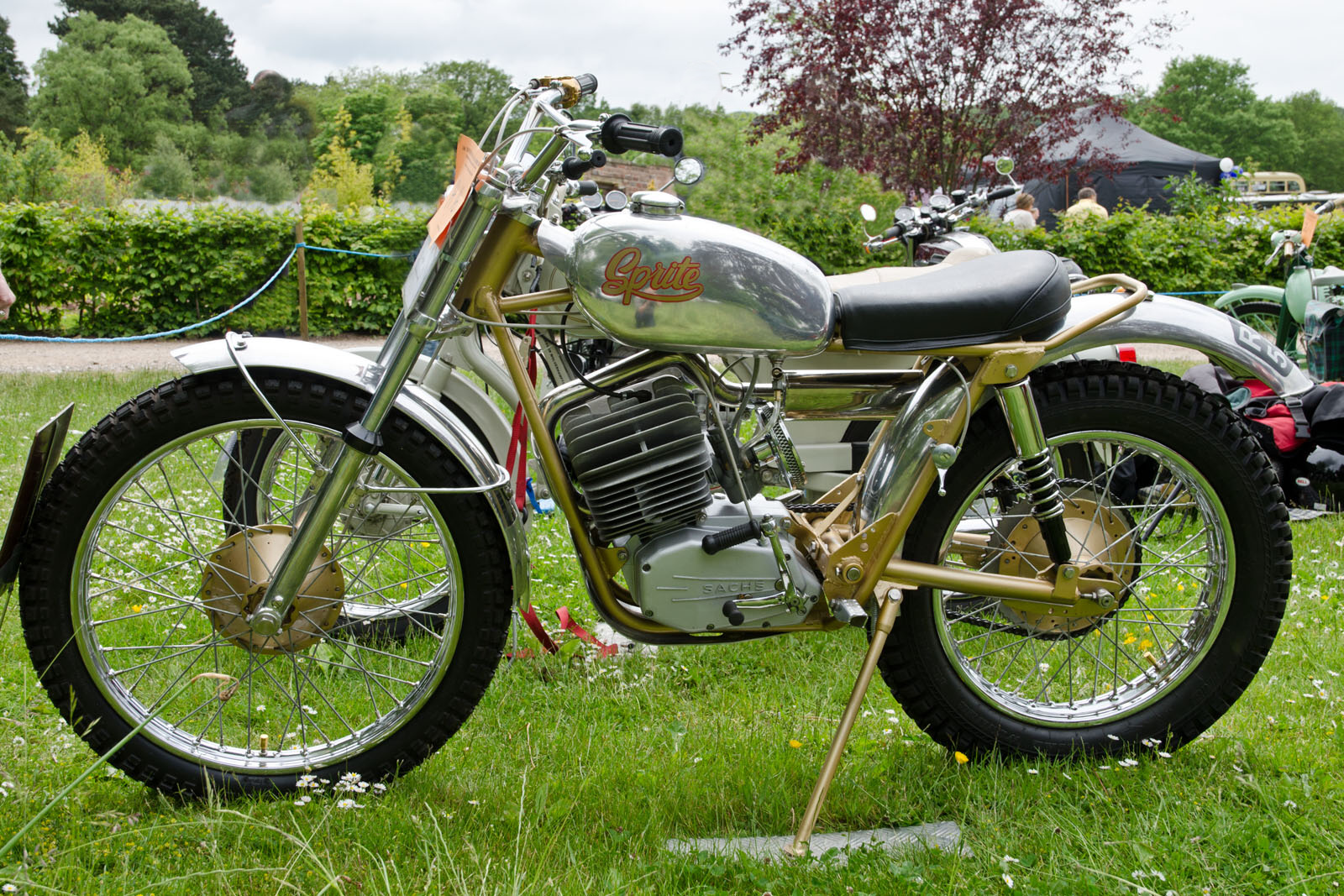
Una Sprite Goldfinger de trial amb motor Sachs de 1970

Sprite fabricava xassissos per a motocicletes de trial i motocròs, els quals estaven disponibles normalment com a motocicleta en forma de kit per tal d'evitar l'impost de compra al Regne Unit. La primera motocicleta de la marca va ser un model de motocròs (anomenat aleshores scramble al Regne Unit) amb motor de dos temps Alpha de 246 cc i xassís Cotton modificat. El següent model disposava de la seva pròpia versió de xassís Sprite i oferia l'opció d'un xassís sol (sense motor) lleugerament més gran per a permetre-hi la instal·lació d'un motor Triumph de 490 cc, destinat a la categoria superior del motocròs (els 500cc). La motocicleta de trial es va desenvolupar per a la producció a finals de 1964 i duia un motor Villiers 36A/37A de 246 cc amb cilindre de ferro o, a un cost superior, un d'aliatge lleuger Greeves, i un magneto Miller.
Els xassissos es distingien fàcilment els uns dels altres; els de trial tenien tubs baixos dobles, estrets i gairebé paral·lels, mentre que els de motocròs els tenien estirats i buits per tal de contenir l'oli quan calia, evitant així la necessitat d'un dipòsit d'oli separat. Hi havia disponibles en fibra de vidre el dipòsit de combustible, els parafangs i el conjunt selló/cua/plaques portanúmeros laterals segons les necessitats del client.
La versió de trial tenia una cua ampliada amb una peça que hi permetia el muntatge de la placa de matrícula, necessària en proves de trial que sovint discorrien en part per carreteres obertes al públic. Segons la legislació britànica sobre construcció i ús de motocicletes, les motos de competició destinades a l'ús per carretera havien de complir la normativa legal sobre soroll del motor, passar una inspecció MOT (equivalent a la ITV a l'estat espanyol) i tenir parafangs, selló, dispositiu d'alerta sonora audible i matrícula. La il·luminació no era imprescindible, però si s'havia instal·lat havia de ser completa i funcional.
Els xassissos estaven disponibles inicialment amb forquilles telescòpiques anteriors AMC i Norton i frens British Hub Co ("Motoloy") anteriors i posteriors. Els bastidors posteriors pivotants de tots els models estaven equipats amb casquets Silentbloc. Més tard aparegué l'opció de forquilla anterior Metal Profiles (REH).
Les motocicletes Sprite es van fabricar més tard amb motors de dos temps de 123, 244 i 405 cc, alguns d'ells de la marca alemanya Sachs.